# 帽児山

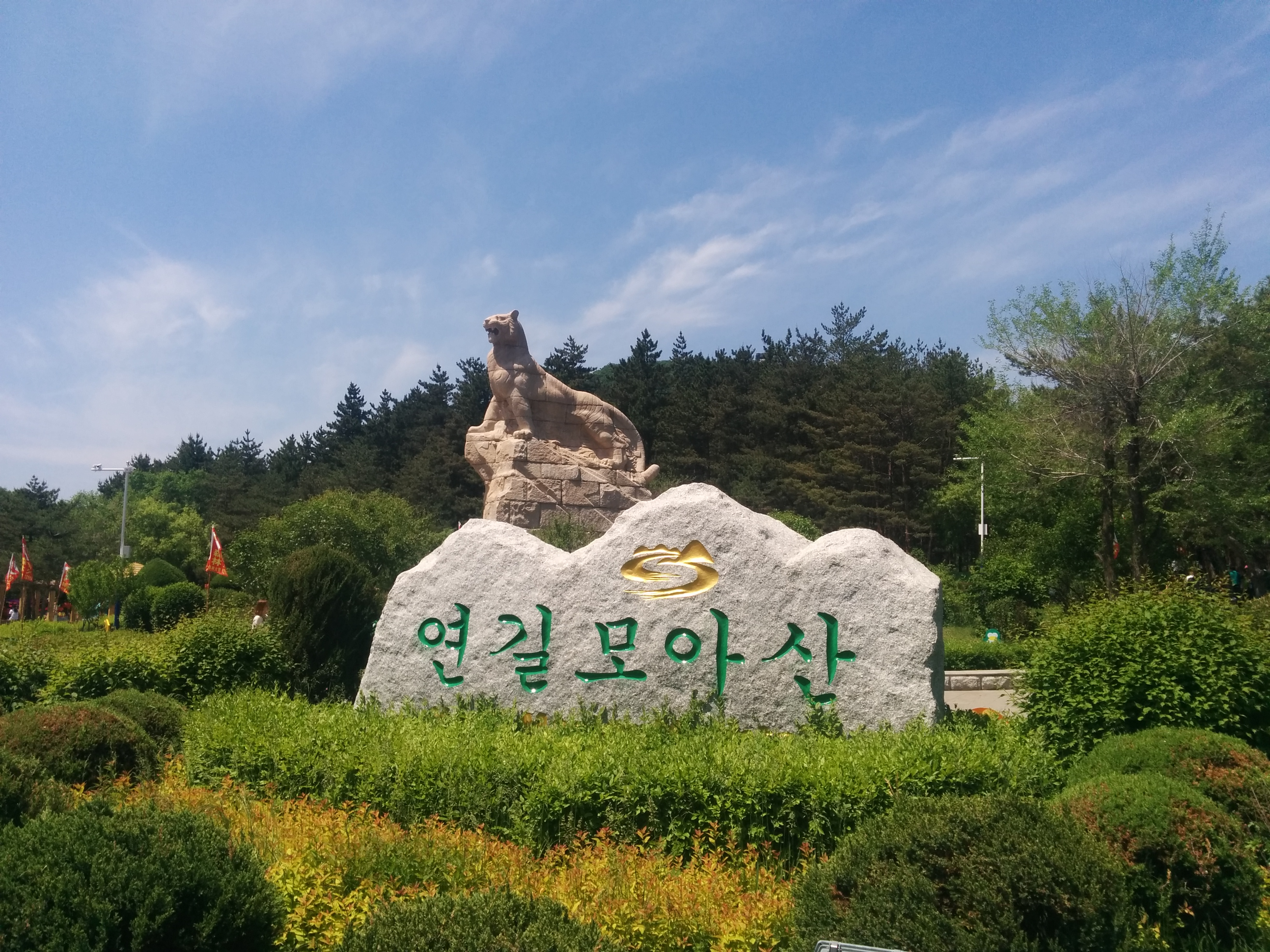
帽児山国家森林公園で

帽児山 (ぼうじさん、中国語: 帽儿山、朝鮮語: 모아산) は、中国吉林省延辺朝鮮族自治州延吉市の南郊外にある山で、頂上は海抜517.2メートルである。山容が遠くから麦わら帽子のように見えるので、こう呼ばれている。眺めもよく、遠く延吉市街を望み、布爾哈通河（布尔哈通河）の支流・海蘭江（海兰江）の流れも見下ろす。満州国時代には「間島富士」と呼ばれていた。
1992年には国家森林公園（面積：1,100ヘクタール）に指定された。2007年からは、多額の投資が行われて、麓の公園入り口に広場、そこから頂上に至るまでの木道などが整備されて、総合的な森林公園になっている。山中では朝鮮族習慣の石積みを多数見る。

## 写真集

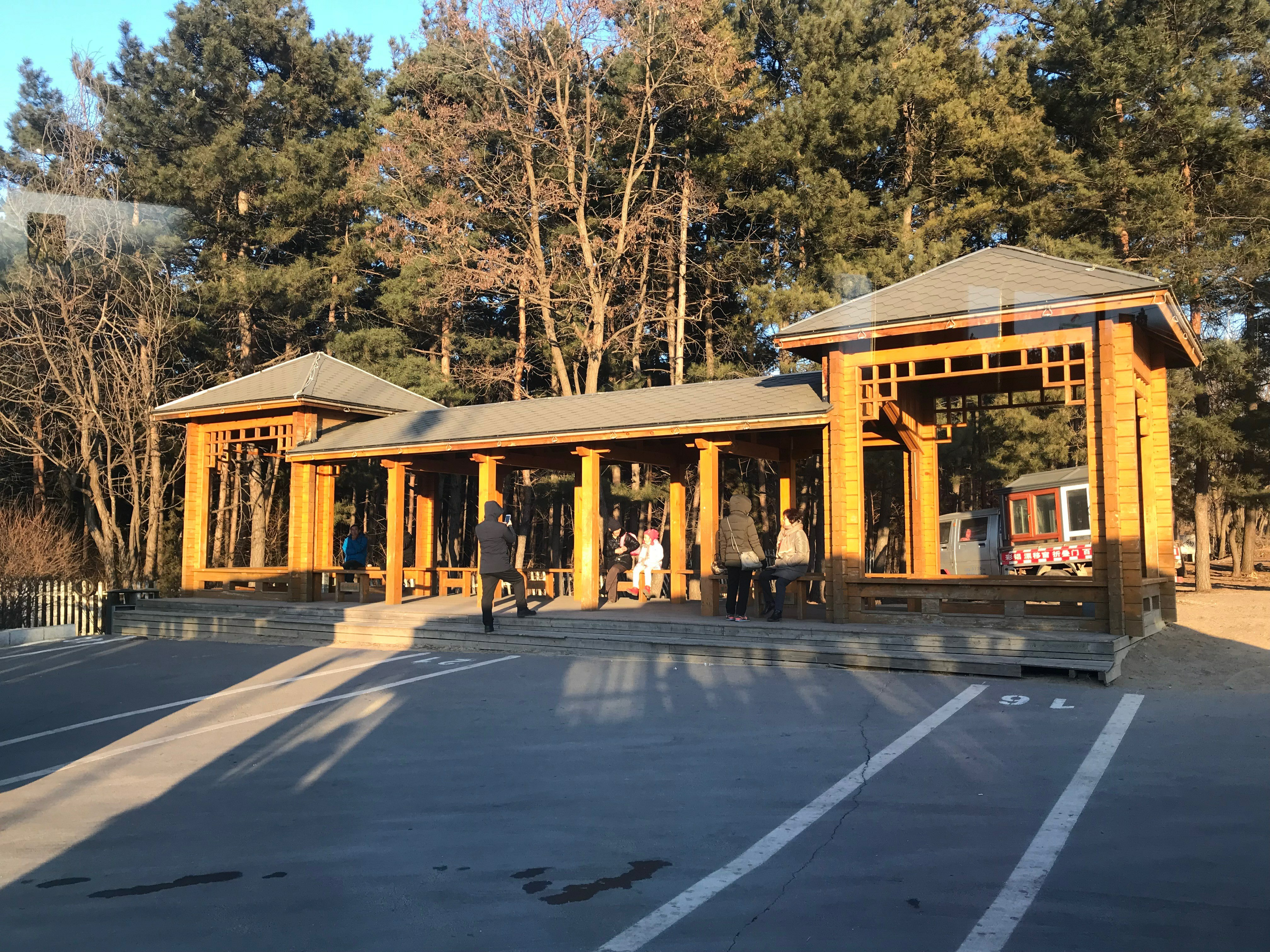
森林公園入口のバス停
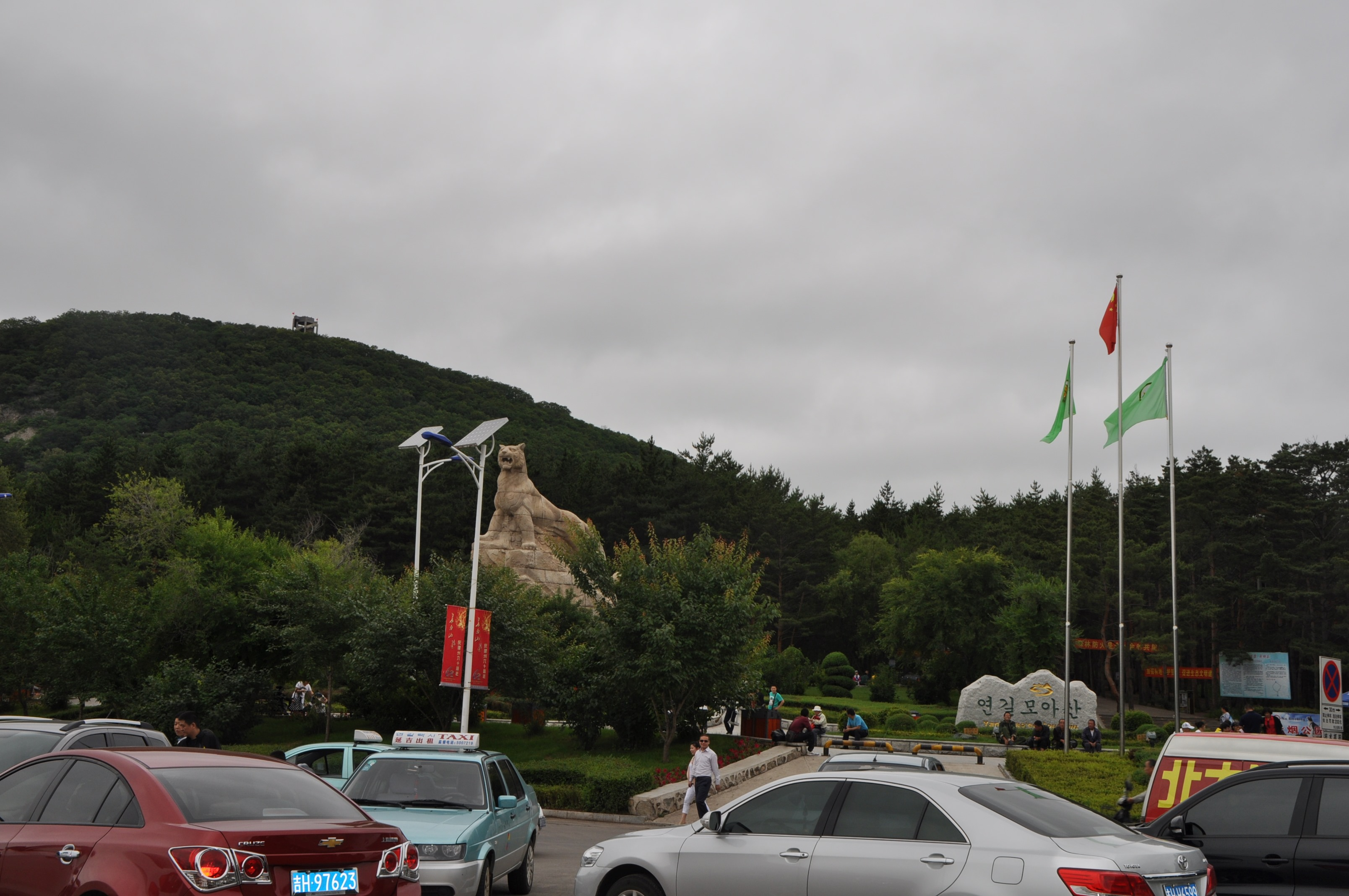
公園入口の広場
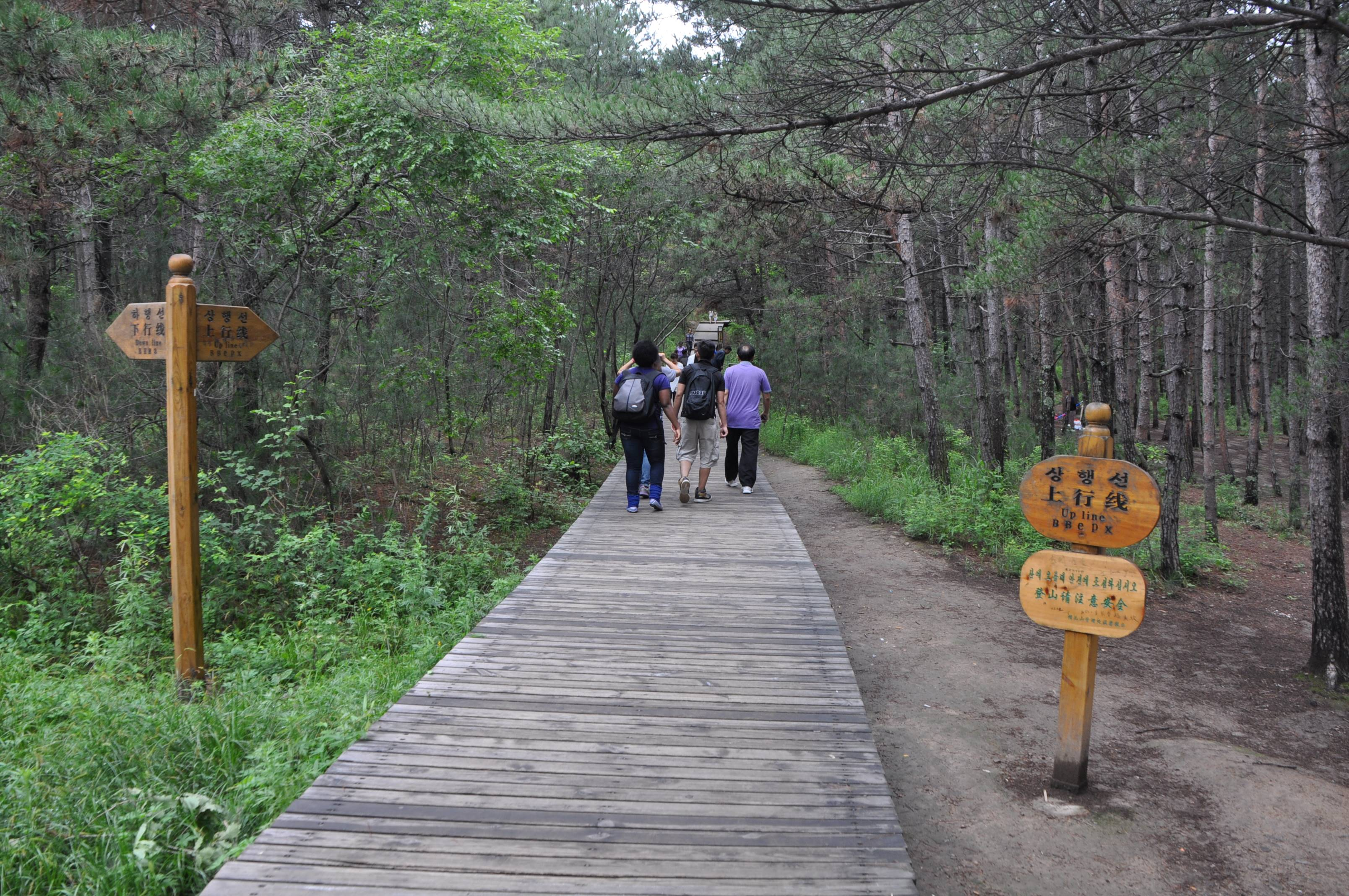
公園内の木道
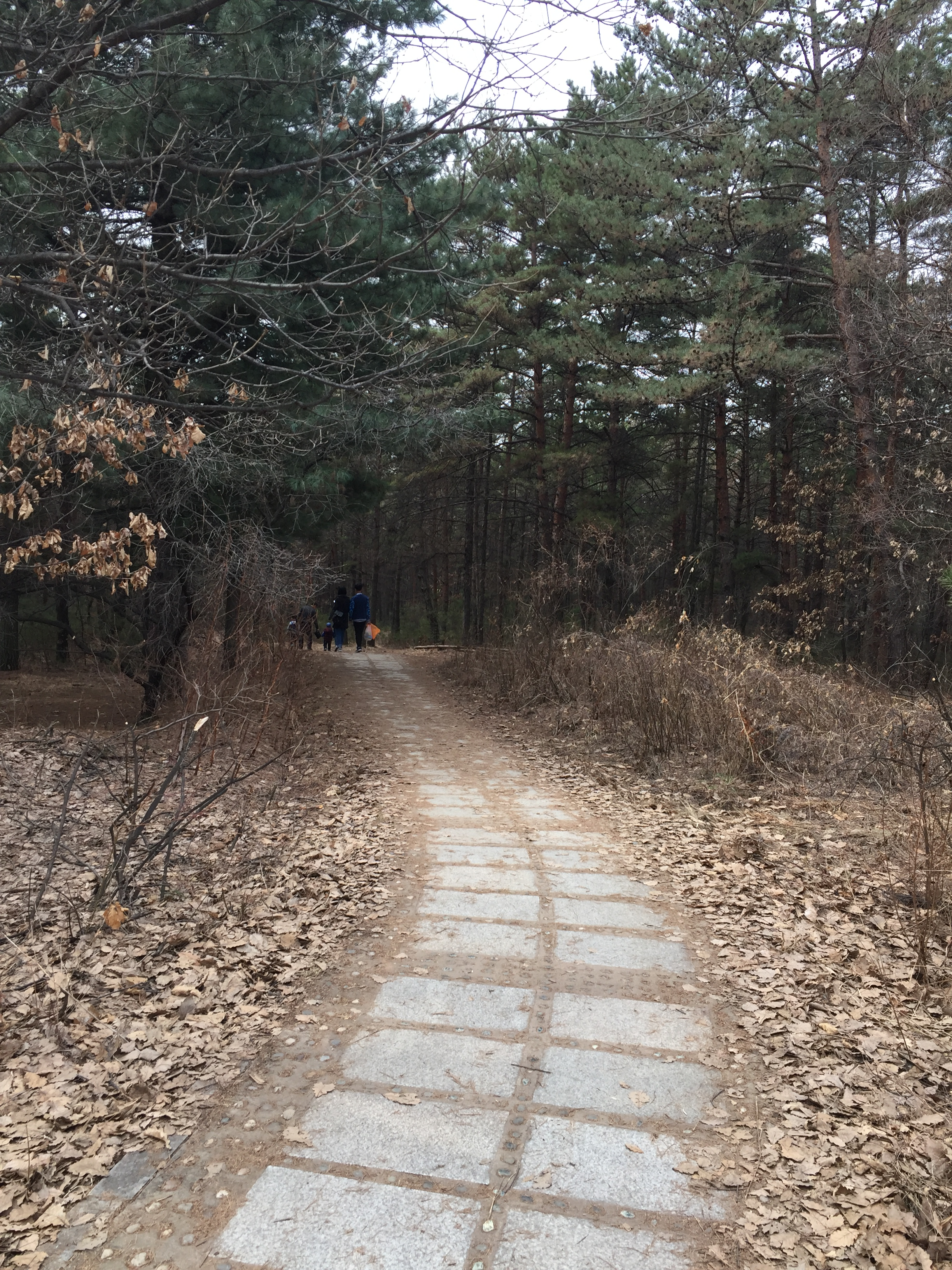
公園内の石板道
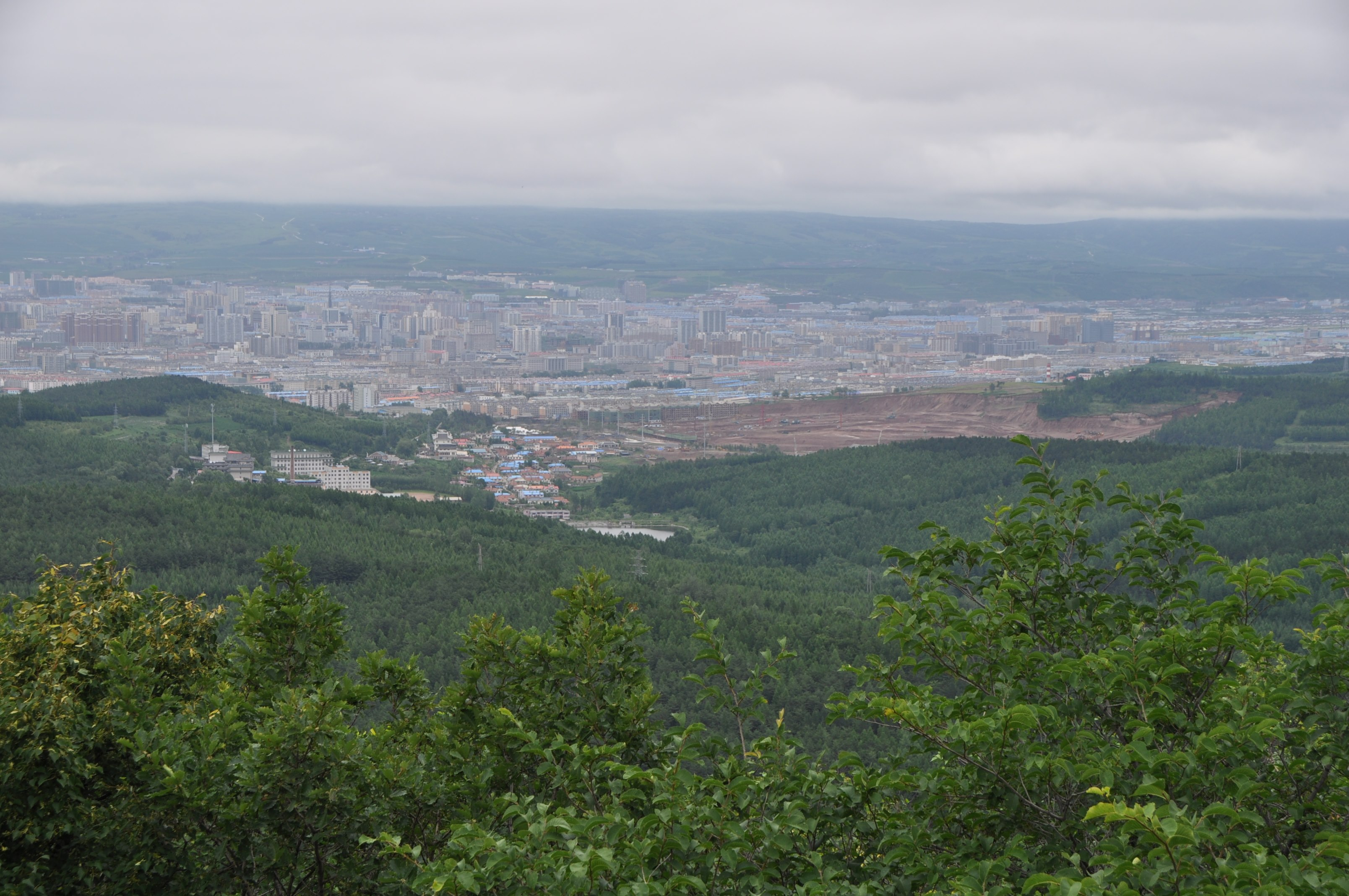
延吉市街を望む
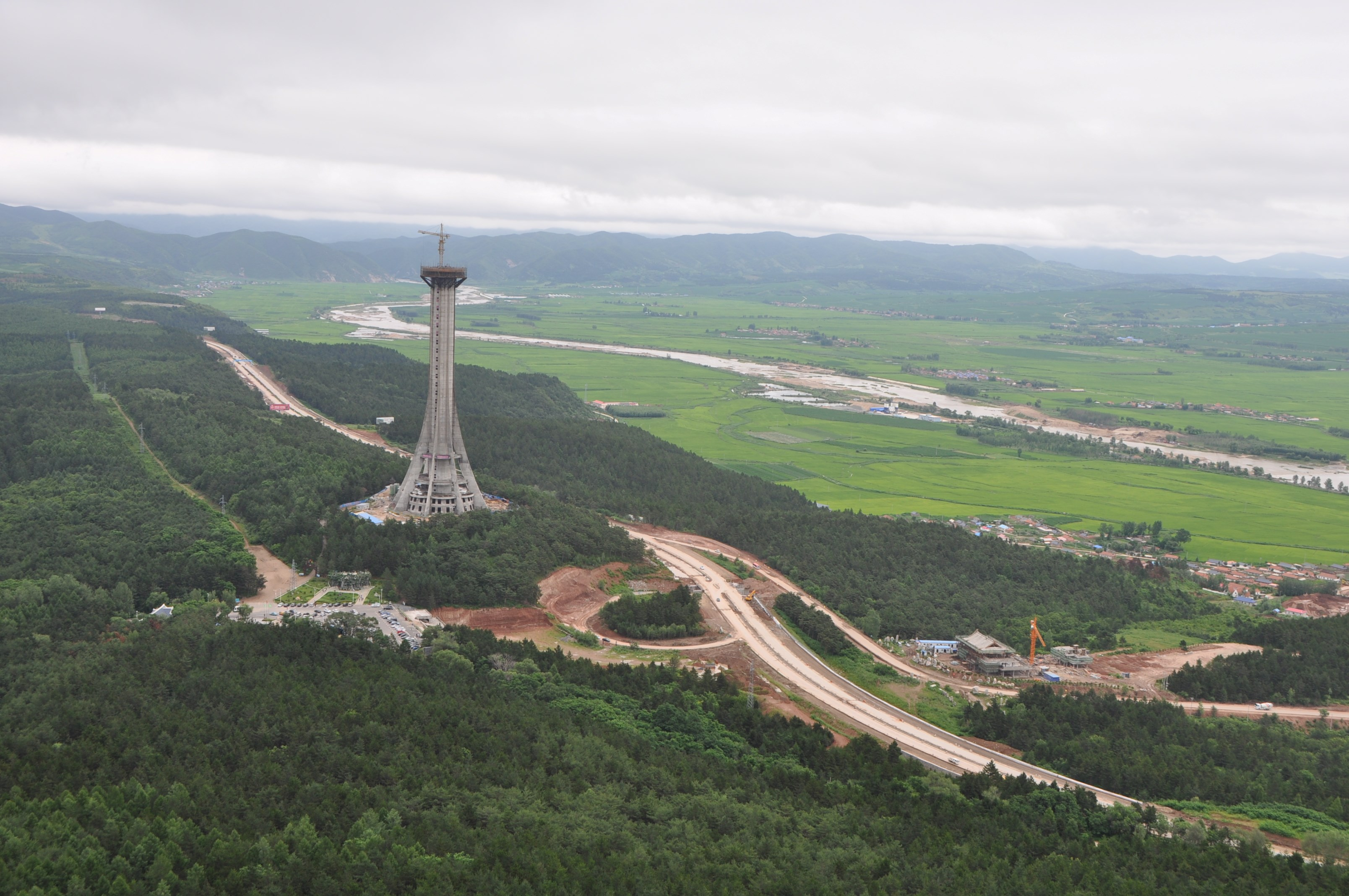
海蘭江の方面を見下ろす
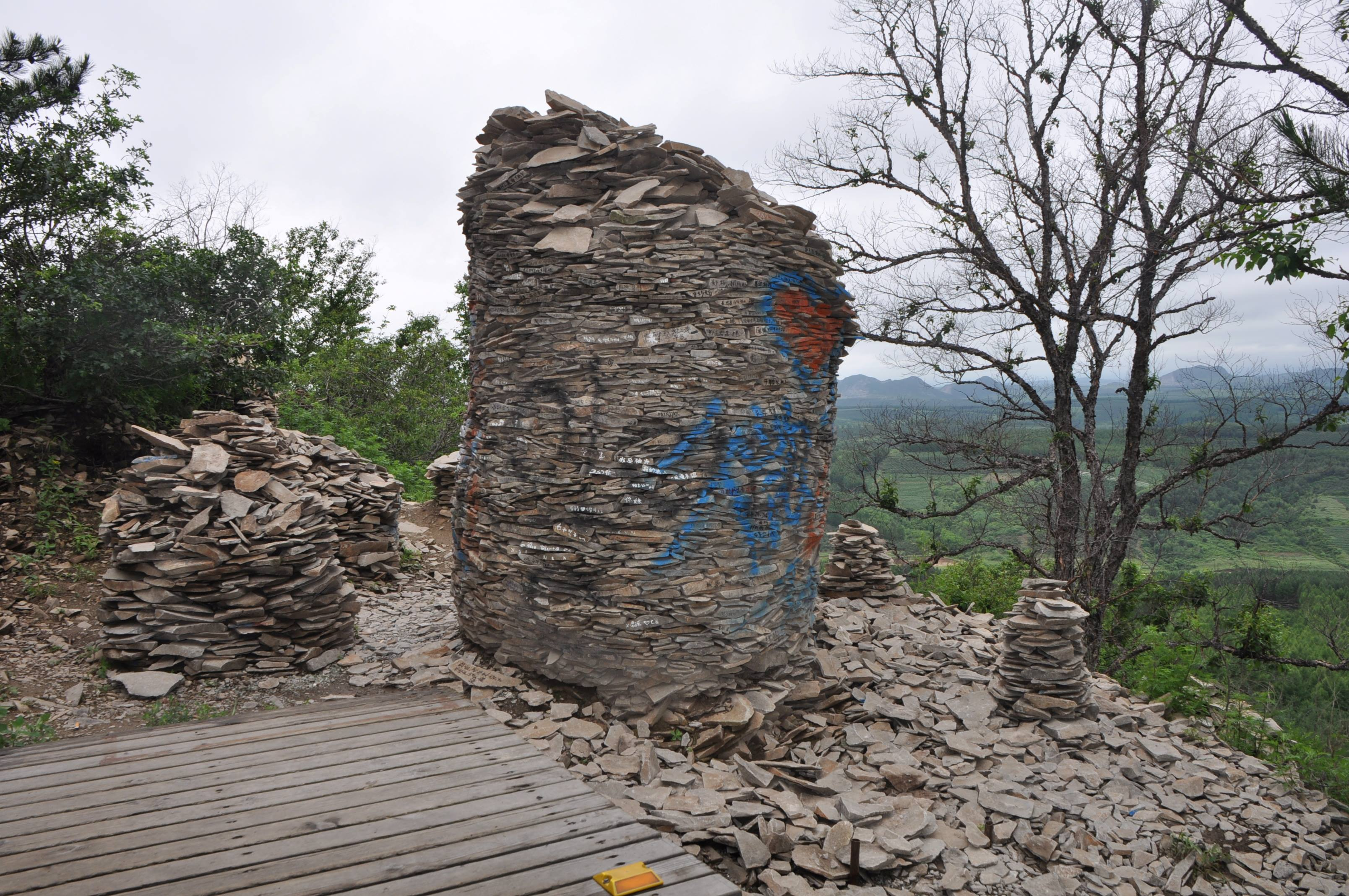
公園内の石積み（石塔）